# Fryderyk I Barbarossa
Fryderyk I Barbarossa (Rudobrody) (ur. ok. 1122, zm. 10 czerwca 1190) – z dynastii Hohenstaufów, syn księcia Szwabii – Fryderyka II i księżniczki Judyty, córki księcia Bawarii Henryka IX Czarnego (zm. 1126) z rodu Welfów, konkurencyjnego w tamtym okresie wobec Hohenstaufów. Po śmierci ojca (1147) przyjął tytuł księcia Szwabii (jako Fryderyk III), 4 marca 1152 został wybrany na króla niemieckiego, a 18 czerwca 1155 r. został koronowany na cesarza rzymskiego. W latach 1154–1186 był również królem Włoch. W latach 1156–1190 był hrabią Burgundii – Franche-Comté poprzez swe małżeństwo z Beatrycze I Burgundzką. W swych rządach wzorował się na najważniejszych cesarzach, między innymi Justynianie I Wielkim i Karolu Wielkim.

## Koronacja cesarska
Zgodnie z ugodą zawartą z papieżem Eugeniuszem III w Konstancji w 1153 roku, w następnym roku Fryderyk wkroczył do Włoch. W trakcie działań zbrojnych w jego ręce wpadł Arnold z Brescii, którego wydał papieżowi Hadrianowi IV i został ukoronowany w Rzymie na cesarza 18 czerwca 1155 roku.

## Konflikt z papiestwem, walki we Włoszech
Konflikt rozpoczęło starcie z legatem papieskim Rolandem (późniejszym papieżem Aleksandrem III) podczas sejmu Rzeszy w Besançon w 1157. Wtedy to legat papieski oświadczył, że korona cesarska stanowi kościelne „beneficjum”, odnawiając tym samym spór o inwestyturę. Kolejne starcie nastąpiło podczas sejmu na Polach Ronkalskich w 1158. Ponieważ postanowień ronkalijskich nie uznały miasta lombardzkie, Fryderyk postanowił uśmierzyć oporne miasta z wykorzystaniem siły zbrojnej.
Pierwszy opór stawiła sprzymierzona z Mediolanem Brescia, która jednak szybko skapitulowała. 6 sierpnia 1158 rozpoczęło się oblężenie Mediolanu, który skapitulował 7 września. W lutym 1159 miasto odmówiło uznania nowych postanowień ronkalijskich z 1158. W międzyczasie, w czerwcu rozpoczęło się 7-miesięczne oblężenie Cremy, która padła 27 stycznia 1160. Po zdobyciu Cremy Niemcy stoczyli nieudaną bitwę pod Carcano (czerwiec 1160), po czym ponownie przystąpili do oblężenia Mediolanu (sierpień 1161). Miasto padło 7 marca 1162 i zostało zburzone przez zwycięzców. Po Mediolanie poddały się inne miasta Lombardii, które wróciły pod władzę cesarza.
Od 1167 prowadził wojny z miastami północnowłoskimi, które w obronie przed nim zawiązały Ligę Lombardzką. Miesiąc później Fryderyk obległ Ankonę, a jego wojska rozbiły Rzymian w bitwie pod Tuskulum 29 maja 1167 r. Zwycięstwo umożliwiło Fryderykowi zdobycie Rzymu, z którego zbiegł papież Aleksander III. W sierpniu 1167 w zajętym przez Niemców Rzymie wybuchła epidemia gorączki malarycznej, która zmusiła cesarza do opuszczenia miasta, a następnie Italii.
W latach 1174–1177 Fryderyk po raz kolejny wyprawił się do Italii. W maju 1175 doszło do pertraktacji pokojowych z papieżem Aleksandrem III w Montebello, które nie przyniosły rezultatu. Spowodowało to wybuch nowych walk jesienią 1175. Po klęsce pod Legnano w maju 1176 r. z wojskami Ligi Lombardzkiej cesarz zawarł porozumienie pokojowe i uznał Aleksandra III za jedynego prawowitego papieża. Konflikt został zakończony ukorzeniem się Fryderyka I przed papieżem Aleksandrem III 24 lipca 1177 w Wenecji.
Ostatnia wyprawa do Italii miała miejsce w latach 1184–1186 i zakończyła się pojednaniem cesarza z Mediolanem i uzyskaniem korony Sycylii.

## Rządy w Niemczech
W aktach cesarskich w 1157 roku po raz pierwszy pojawiła się formuła „Święte Cesarstwo” na określenie Rzeszy Niemieckiej. Podczas Sejmu Cesarstwa w 1158 roku cesarz Fryderyk I musiał zgodzić się na to, aby książęta mogli dzielić swoje państwa pomiędzy potomstwo zgodnie z regułami patrymonialnymi. Była to formalna sankcja ze strony Cesarstwa dla rozdrobnienia feudalnego w Niemczech.

## III krucjata

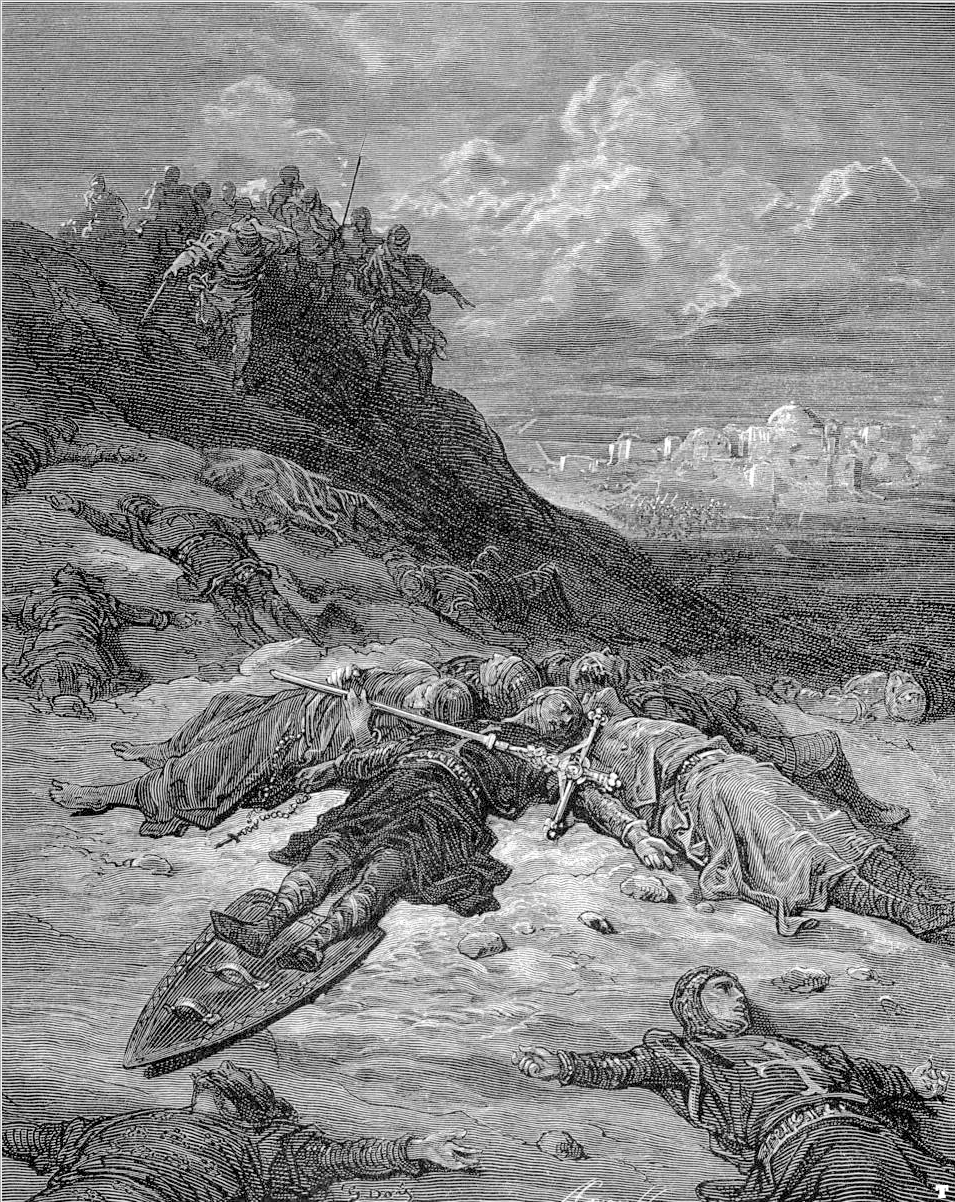
Śmierć Fryderyka Barbarossy

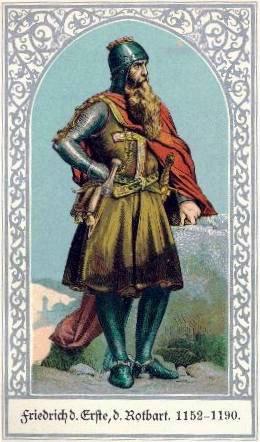
Cesarz Fryderyk Barbarossa

Chcąc pokazać swą mocną pozycję jako cesarza, Fryderyk zorganizował III krucjatę. Jej celem było odzyskanie utraconej w 1187 Jerozolimy. Po zawarciu pokoju z papieżem, wyprawa wyruszyła w 1189 r. (król Francji – Filip II August i król Anglii – Ryszard I Lwie Serce wyruszyli na krucjatę w 1190 r.). Wojska Fryderyka przemaszerowały przez Węgry, Serbię, Rumunię, po czym dotarły do Konstantynopola jesienią 1189 roku.
Krucjata ta zakończyła się na skutek utonięcia cesarza w rzece Salef. Dokładne okoliczności śmierci nie są znane. Źródła historyczne podają, iż nastąpiło to w trakcie kąpieli lub podczas upadku z konia do rzeki.
Do tych wydarzeń nawiązuje legenda mówiąca, że Fryderyk nie utonął, natomiast śpi skamieniały w jaskini w górach Kyffhäuser w Turyngii; siedzi tam przy stole z sześcioma rycerzami, czekając, aż nastąpi właściwy czas. Ma z niej wyjść z chwilą, gdy jego ruda broda owinie się trzy razy wokół stołu, by wyratować Niemcy z opresji i zapewnić im najwyższe miejsce wśród narodów świata.

## Małżeństwa i potomstwo
Fryderyk Barbarossa miał dwie żony: pierwszą była poślubiona ok. 1147 r. Adela von Vohburg (zm. 1190), z którą jednak nie doczekał się potomstwa i z którą się rozstał (unieważnienie małżeństwa) w 1153 r., drugą żoną była poślubiona w 1156 r. Beatrycze I Burgundzka (zm. 1184), córka Renalda III, hrabiego Burgundii.
Z drugiego małżeństwa pochodzili:
- Fryderyk (V), książę Szwabii (1164–1170),
- Henryk VI (Listopad 1165–1197), cesarz rzymski,
- Fryderyk V, książę Szwabii (1167–1191),
- Otto I, palatyn Burgundii (1170–1200),
- Konrad II, książę Szwabii i Rothenburga (1173–1196), zamordowany w Bambergu przez Ottona Wittelsbacha,
- Filip Szwabski (1177– zamordowany w 1208), od 1198 król Niemiec,
- Beatrycze (1162–1174), była zaręczona z Wilhelmem II, królem Sycylii, zmarła, zanim się pobrali,
- Agnieszka (zm. październik 1184), była zaręczona z Emerykiem Arpadowiczem, królem Węgier, zmarła, zanim się pobrali.

## Przodkowie
|  |                          |  |  |  |  |  |  |  |  |  |  |  |  |
|  | Fryderyk z Büren         |  |  |  |  |  |  |  |  |  |  |  |  |
|  |                          |  |  |  |  |  |  |  |  |  |  |  |  |
|  |                          |  |  |  |  |  |  |  |  |  |  |  |  |
|  | Fryderyk I Szwabski      |  |  |  |  |  |  |  |  |  |  |  |  |
|  |                          |  |  |  |  |  |  |  |  |  |  |  |  |
|  |                          |  |  |  |  |  |  |  |  |  |  |  |  |
|  | Hildegarda               |  |  |  |  |  |  |  |  |  |  |  |  |
|  |                          |  |  |  |  |  |  |  |  |  |  |  |  |
|  |                          |  |  |  |  |  |  |  |  |  |  |  |  |
|  | Fryderyk II Jednooki     |  |  |  |  |  |  |  |  |  |  |  |  |
|  |                          |  |  |  |  |  |  |  |  |  |  |  |  |
|  |                          |  |  |  |  |  |  |  |  |  |  |  |  |
|  | Henryk IV Salicki        |  |  |  |  |  |  |  |  |  |  |  |  |
|  |                          |  |  |  |  |  |  |  |  |  |  |  |  |
|  |                          |  |  |  |  |  |  |  |  |  |  |  |  |
|  | Agnieszka von Waiblingen |  |  |  |  |  |  |  |  |  |  |  |  |
|  |                          |  |  |  |  |  |  |  |  |  |  |  |  |
|  |                          |  |  |  |  |  |  |  |  |  |  |  |  |
|  | Berta Sabaudzka          |  |  |  |  |  |  |  |  |  |  |  |  |
|  |                          |  |  |  |  |  |  |  |  |  |  |  |  |
|  |                          |  |  |  |  |  |  |  |  |  |  |  |  |
|  | Fryderyk I Barbarossa    |  |  |  |  |  |  |  |  |  |  |  |  |
|  |                          |  |  |  |  |  |  |  |  |  |  |  |  |
|  |                          |  |  |  |  |  |  |  |  |  |  |  |  |
|  | Welf I                   |  |  |  |  |  |  |  |  |  |  |  |  |
|  |                          |  |  |  |  |  |  |  |  |  |  |  |  |
|  |                          |  |  |  |  |  |  |  |  |  |  |  |  |
|  | Henryk IX Czarny         |  |  |  |  |  |  |  |  |  |  |  |  |
|  |                          |  |  |  |  |  |  |  |  |  |  |  |  |
|  |                          |  |  |  |  |  |  |  |  |  |  |  |  |
|  | Jadwiga                  |  |  |  |  |  |  |  |  |  |  |  |  |
|  |                          |  |  |  |  |  |  |  |  |  |  |  |  |
|  |                          |  |  |  |  |  |  |  |  |  |  |  |  |
|  | Judyta                   |  |  |  |  |  |  |  |  |  |  |  |  |
|  |                          |  |  |  |  |  |  |  |  |  |  |  |  |
|  |                          |  |  |  |  |  |  |  |  |  |  |  |  |
|  | Magnus Billung           |  |  |  |  |  |  |  |  |  |  |  |  |
|  |                          |  |  |  |  |  |  |  |  |  |  |  |  |
|  |                          |  |  |  |  |  |  |  |  |  |  |  |  |
|  | Wulfhilda Billung        |  |  |  |  |  |  |  |  |  |  |  |  |
|  |                          |  |  |  |  |  |  |  |  |  |  |  |  |
|  |                          |  |  |  |  |  |  |  |  |  |  |  |  |
|  | Zofia węgierska          |  |  |  |  |  |  |  |  |  |  |  |  |
|  |                          |  |  |  |  |  |  |  |  |  |  |  |  |
|  |                          |  |  |  |  |  |  |  |  |  |  |  |  |

## Mit polityczny

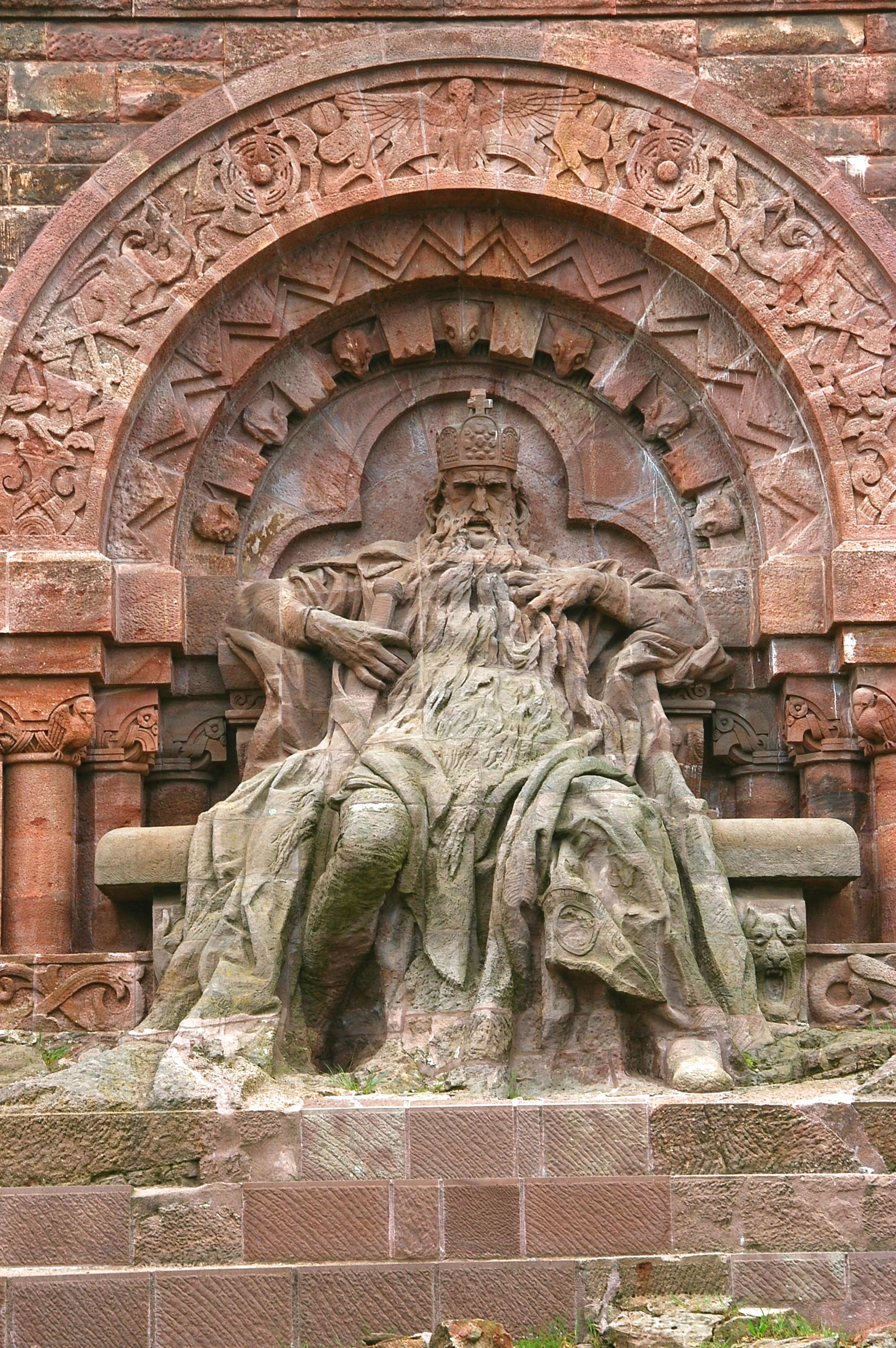
Pomnik Fryderyka I na górze Kyffhäuser.

Postać Fryderyka I uległa mitologizacji w kulturze niemieckiej. Fryderyk nie miał umrzeć, a zasnąć w środku góry lub w jaskini. W momencie krytycznym historii, miał powrócić by odrodzić Niemcy, zjednoczyć je lub zaprowadzić nowy złoty wiek. Źródła legendy nie są jasne. Legendy o władcy, który nie umarł, lecz powróci w przyszłości, pojawiły się po nagłej śmierci wnuka Barbarossy, Fryderyka II. Późniejszy mit Barbarossy mógł się na nich opierać. Rozwój legendy nastąpił w wieku XIX, szczególnie w romantyzmie. W wydanej w 1816 pracy Deutsche Sagen (Podania niemieckie) Bracia Grimm spisali podanie o Barbarosie śpiącym w górze Kyffhäuser. Władca śpi przy kamiennym stole, a jego biała broda urosła do ogromnych rozmiarów. Niekiedy budzi się i rozmawia z zabłąkanymi wędrowcami. Dużą popularnością cieszyła się także ballada Friedricha Rückerta Barbarossa (1817). Barbarossa stał się bohaterem licznych innych utworów poetyckich, dramatycznych i prozatorskich. Przekształcano go w mit polityczny, odnoszący się do aktualnych problemów politycznych Niemiec, w szczególności zjednoczenia Niemiec. Po zjednoczeniu uznawano, że Hohenzollernowie stali się następcami Hohenstaufów, a tym samym ucieleśniła się obietnica powrotu Barbarossy. Cesarzowi stawiano pomniki, m.in. monumentalny pomnik monument na górze Kyffhäuser (1890–1896), z przedstawieniem władcy siedzącego na kamiennej ławie. Po okresie Niemiec wilhelmińskich mit Barbarossy słabł. Także naziści odwoływali się do niego rzadko, chętniej sięgając po postać Henryka Lwa, związanego z ekspansją na wschód. Nazwa planu ataku Niemiec na Związek Radziecki (operacja Barbarossa), jak się wydaje, tylko luźno nawiązuje do Fryderyka I i nie ma związku z jego mitem.

## W kulturze popularnej
Fryderyk Barbarossa przewodzi cywilizacji niemieckiej w grze Civilization VI, a w Age of Empires 2 istnieje kampania poświęcona Barbarossie.
Fryderyk Barbarossa i legendy dotyczące jego śmierci pojawiają się w powieści Małe, duże Johna Crowleya.
Fryderyk Barbarossa jest też jedną z głównych postaci wydanej w 2000 roku powieści Umberto Eco Baudolino.